# Salmo baliki
Salmo baliki – gatunek ryby z rodziny łososiowatych (Salmonidae).

## Występowanie i biologia
Gatunek pstrąga występujący we wschodniej Turcji w rzece Murat Nehri – jednej z dwóch rzek źródłowych Eufratu. Salmo baliki różni się od innych gatunków pstrągów odnotowanych w dorzeczach Eufratu i Tygrysu (S. euphrataeus, S. okumusi, S. munzuricus, S. fahrettini i S. tigridis) dużymi czerwonymi plamami o nieregularnym kształcie, ogólnym ubarwieniem ciała, które jest srebrzyste, krótszą głową i krótszą szczęką.